# María Isabel (película)
María Isabel es una película de comedia, drama y romance mexicana de 1968, dirigida por Federico Curiel «Pichirilo» y protagonizada por Silvia Pinal, Norma Lazareno y José Suárez. Fue seguida por una secuela filmada el mismo año y lanzada en 1970, titulada El amor de María Isabel.
La película fue exhibida en una exposición en homenaje a Vargas Dulché en el Museo de Arte Popular de México, del 24 de noviembre de 2012 al 31 de marzo de 2013.

## Argumento
La historia de una mujer que salta de la pobreza al esplendor de la riqueza, sin perder su sencillez.

## Reparto
- Silvia Pinal, María Isabel Sánchez.
- José Suárez, Ricardo Robles.
- Norma Lazareno, Gloria Robles.
- Irma Lozano, Graciela Pereira.
- Tito Junco, Don Félix Pereira.
- Lucy Buj, Rosa Isela Sánchez y Graciela Pereira (niña).
- Lolita Ramos, María Isabel Sánchez (niña).
- Martha Vázquez, Gloria Robles (niña).
- Fanny Schiller, Manuela.
- Maura Monti, Lucrecia.
- Eric del Castillo, Jerónimo Curiel.
- Consuelo Monteagudo, la hermana.
- Carlos Román, Rubén.
- Tamara Garina, la hermana.
- Óscar Morelli, Leobardo Rangel.
- Diana Garí, Lorenza.
- Enriqueta Lavat, madre de Rubén.
- Amado Zumaya, padre de María Isabel.
- Queta Carrasco, Chona.
- Daniel Villarán, Jacinto.
- Gloria Ahuet
- José Loza, Antonio Altamirano.
- Alfredo Gutiérrez, Andrés.
- Mario Cid, detective.
- Felipe del Castillo, padre Dionisio.
- Alejandra Meyer, la maestra.
- Roberto Cañedo, Rogelio.
- Fredy Fernández, Gilberto.